# Coelotanypus
Coelotanypus is een muggengeslacht uit de familie van de Dansmuggen (Chironomidae).

## Soorten
- C. atus Roback, 1971
- C. concinnus (Coquillett, 1895)
- C. naelis Roback, 1963
- C. scapularis (Loew, 1866)
- C. tricolor (Loew, 1861)